# Neviđane
Neviđane (italsky Neviane) je vesnice a přímořské letovisko v Chorvatsku v Zadarské župě, nacházející se na ostrově Pašman, spadající pod opčinu Pašman. V roce 2011 zde žilo celkem 376 obyvatel. V roce 1991 naprostou většinu obyvatelstva (99,36 %) tvořili Chorvati.
Sousedními vesnicemi jsou Dobropoljana a Mrljane. Nejdůležitější dopravní komunikací je silnice D110.